# Dancing Co-Ed
 Dancing Co-Ed és una pel·lícula estatunidenca dirigida per S. Sylvan Simon, estrenada el 1939.

## Argument
Quan la companya d'un ballarí es queda embarassada, comença una cerca a escala nacional per trobar una substituta entre noies universitàries. Es troba una candidata perfecta, però no a la universitat, cosa que dona lloc a diverses situacions divertides.

## Repartiment
- Lana Turner: Patty Marlow
- Richard Carlson: Michael "Pug" Braddock
- Artie Shaw: Ell mateix
- Ann Rutherford: Eve Greeley
- Lee Bowman: Freddy Tobin
- Thurston Hall: Henry W. Workman
- Leon Errol: Sam "Pops" Marlow
- Roscoe Karns: Joe Drews
- Mary Field: Miss Jenny May
- Walter Kingsford: President Cavendish
- Mary Beth Hughes: "Toddy" Tobin
- June Preisser: "Ticky" James
- Monty Woolley: Professor Lange
- Chester Clute: Pee Wee
- Veronica Lake: no surt als crèdits

## Producció
La pel·lícula, dirigida per S. Sylvan Simon amb un guió d'Albert Mannheimer sobre un argument d'Albert Treynor, va ser produïda per Edgar Selwyn per la Metro-Goldwyn-Mayer i rodada als estudis de la Metro-Goldwyn-Mayer a Hollywood, Los Angeles, California, del 19 de juliol de 1939 a l'agost del mateix any El film originàriament havia de ser interpretat per Eleanor Powell però va ser substituïda per Lana Turner.